# تامس گوردون (روانشناس)

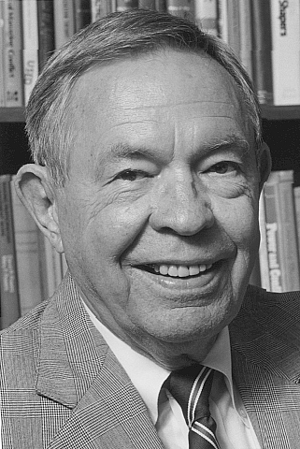
این عکس دکتر تامس گوردون، روانشناس بالینی است

تامس گوردون (۱۱ مارس 1918 – ۲۶ اوت ۲۰۰۲) یک روانشناس بالینی آمریکایی و همکار کارل راجرز بود. او به عنوان یک پیشگام در تدریس مهارت‌های ارتباطی و روش‌های حل اختالف والدین، معلمان، رهبران، زنان، جوانان و فروشندگان شناخته شده‌است. مدل توسعه یافته او به عنوان مدل گوردون یا روش گوردون شناخته شد، یک سیستم کامل و یکپارچه برای ایجاد و حفظ روابط مؤثر.